# Carinisphindus purpuricephalus
Carinisphindus purpuricephalus es una especie de coleóptero de la familia Sphindidae.

## Distribución geográfica
Habita en Florida (Estados Unidos).